# Eugeniusz Pepłowski

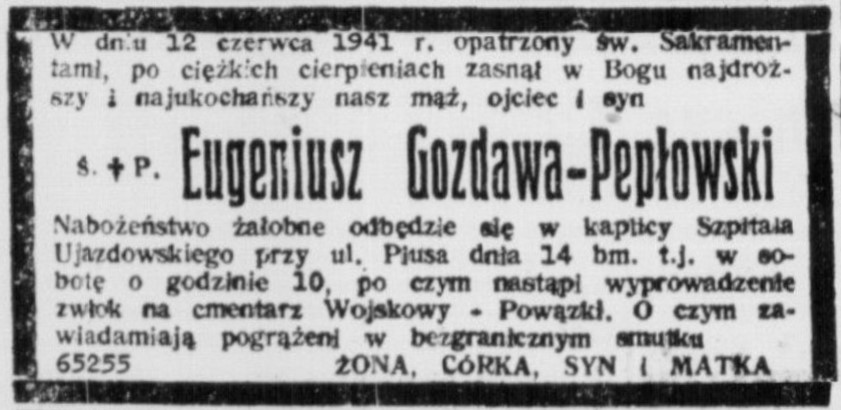
Nekrolog w Nowym Kurjerze Warszawskim.

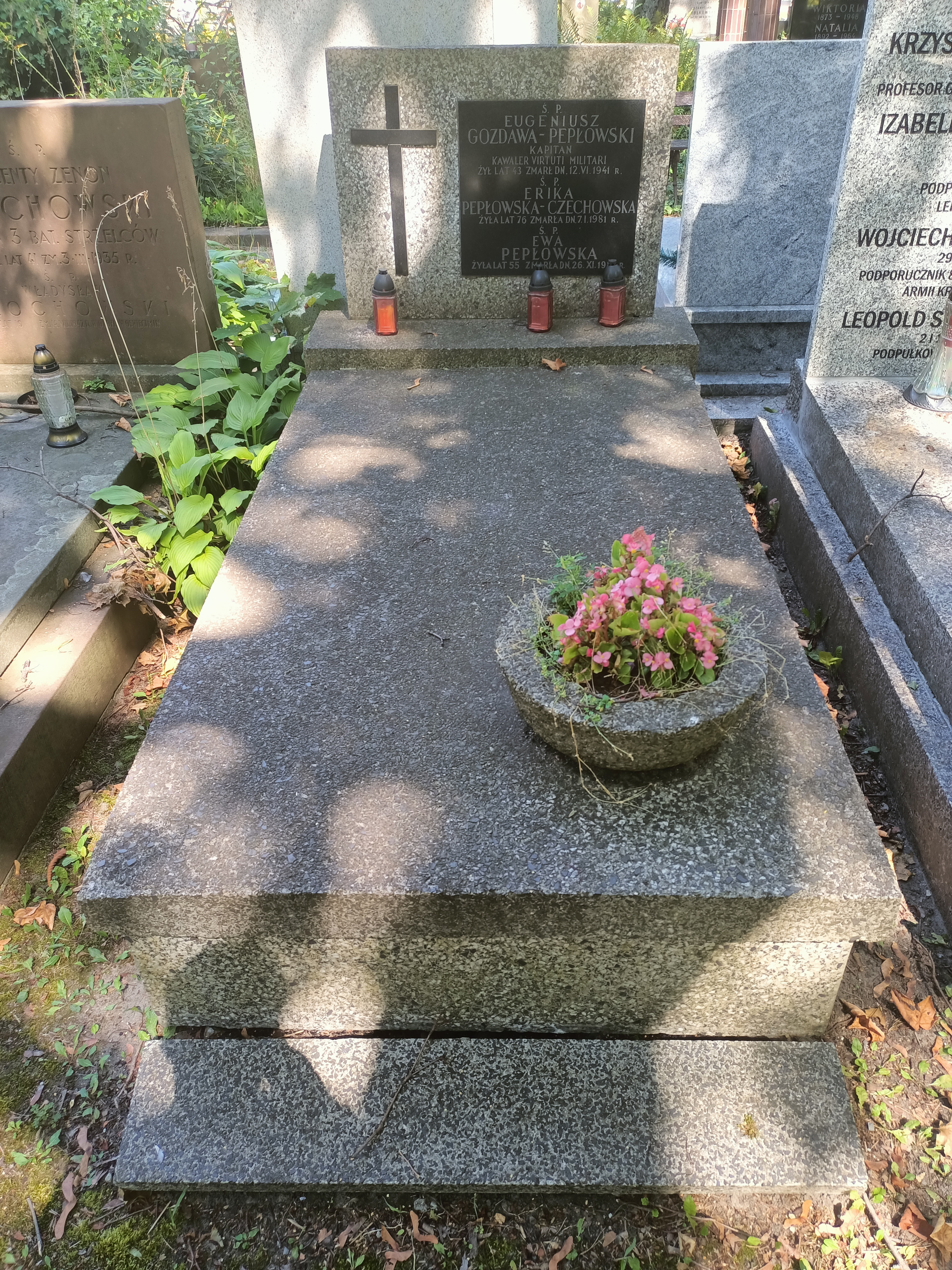
Grób Eugeniusza Pepłowskiego, jego żony i córki na Cmentarzu Wojskowym na Powązkach.

Eugeniusz Marian Pepłowski herbu Gozdawa (ur. 2 lipca 1897 we Lwowie, zm. 12 czerwca 1941 w Warszawie) – kapitan artylerii Wojska Polskiego, kawaler Orderu Virtuti Militari.

## Życiorys
Urodził się 2 lipca 1897 we Lwowie, w ówczesnym Królestwie Galicji i Lodomerii, w rodzinie Włodzimierza i Marii z Iżaków. Po ukończeniu 10 roku życia rozpoczął naukę w Wojskowej Niższej Szkole Realnej w Fischau. W 1915 we Lwowie zdał maturę.
1 listopada 1915 został wcielony do cesarskiej i królewskiej Armii. Na stopień podporucznika został mianowany ze starszeństwem z 1 listopada 1916 w korpusie oficerów artylerii fortecznej. W czasie I wojny światowej walczył w szeregach 1 pułku artylerii fortecznej. Był kontuzjowany na froncie włoskim. W 1918 został awansowany na porucznika.
4 listopada 1918 zgłosił się w Polskiej Komendzie Wojskowej w Krakowie. Został przydzielony do załogi pociągu pancernego nr 1 „Odsiecz”. Wziął udział w bitwie o Lwów. Później został przeniesiony do Naczelnego Dowództwa WP na stanowisko referenta w sekcji samochodowej, a następnie do 1 pułku artylerii polowej Legionów na stanowisko oficera technicznego IV dywizjonu motorowego. Wziął udział w wyprawie kijowskiej, a w ramach tej operacji w zagonie na Żytomierz. W sierpniu 1920 jego oddział został włączony w skład 16 pułku artylerii polowej jako III dywizjon. Wyróżnił się 16 września 1920 w walkach pod Horodcem i Kamieniem Królewskim jako dowódca II plutonu 7 baterii 16 pap.
1 czerwca 1921 był przydzielony z 16 pap do Oficerskiej Szkoły Aeronautycznej. 3 maja 1922 został zweryfikowany w stopniu porucznika ze starszeństwem od 1 czerwca 1919 i 277. lokatą w korpusie oficerów piechoty. Następnie kontynuował służbę w 16 pap w Grudziądzu. W 1924 został przeniesiony do 13 dywizjonu artylerii konnej we Lwowie. 1 grudnia 1924 prezydent RP nadał mu stopień kapitana z dniem 15 sierpnia 1924 i 92. lokatą w korpusie oficerów artylerii. W 1925 był przydzielony do Dowództwa Okręgu Korpusu Nr VI we Lwowie na stanowisko referenta organizacyjnego, a następnie wrócił do 13 dak, w którym dowodził baterią i pełnił funkcję oficera zwiadowczego. W kwietniu 1928 został przeniesiony do 9 dywizjonu artylerii konnej w Baranowiczach. W styczniu 1934 był kwatermistrzem dywizjonu. W lipcu 1935 został zwolniony z zajmowanego stanowiska w 9 dak i oddany do dyspozycji dowódcy Okręgu Korpusu Nr IX, a następnie przeniesiony w stan spoczynku.
Był współpracownikiem firmy „TE-KA-BE”. Zmarł 12 czerwca 1941 w Warszawie, a dwa dni później został pochowany na Cmentarzu Wojskowym na Powązkach (kwatera A10, rząd 8, miejsce 13).
Był żonaty z Eriką Laengner primo voto Czechowską (1904–1981), z którą miał syna Romana, ps. Roman (1924–1944), żołnierza batalionu szturmowego „Odwet II”, poległego w powstaniu warszawskim, i córkę Ewę (1931–1986).

## Ordery i odznaczenia
- Krzyż Srebrny Orderu Wojskowego Virtuti Militari nr 66 – 19 lutego 1921[20][1][21][22]
- Medal Pamiątkowy za Wojnę 1918–1921[1]
- Medal Dziesięciolecia Odzyskanej Niepodległości[1]
- Krzyż Obrony Lwowa[1]
- Odznaka pamiątkowa artylerii konnej II RP[23]